# Pauselijk aftreden
Pauselijk aftreden (abdicatie) is een voorziening die een zittende paus van de Rooms-Katholieke Kerk de mogelijkheid geeft af te treden.

## Toelichting
De regeling is beschreven in canon 332 lid 2 van de Codex Iuris Canonici van 1983 en canon 44 lid 2 van de Codex Canonum Ecclesiarum Orientalium. De enige noodzakelijke voorwaarden voor een dergelijk aftreden is dat dit uit vrije wil geschiedt en de wens daartoe duidelijk publiek geuit wordt. Daarbij is het niet noodzakelijk dat het aftreden aanvaard wordt.
Het canoniek recht geeft niet aan bij welk individu of organisatie de paus zijn ontslag moet indienen, hetgeen de paus de mogelijkheid geeft dit te doen bij de Kerk dan wel de gehele wereld. Er zijn echter commentatoren die menen dat dit ontslag ingediend moet worden bij het College van Kardinalen.

## Precedenten
- Van Pontianus is bekend dat hij op 25 september 235 aftrad, maar dit was niet zozeer uit vrije wil als wel om continuïteit in de pauselijke hiërarchie te kunnen waarborgen in het licht van zijn verbanning van Sardinië.
- In 1045 besloot Benedictus IX voor geldelijk gewin zijn ambt neer te leggen. Zijn opvolger Gregorius VI moest later zelf aftreden aangezien de afspraak die hij met Benedictus IX had gemaakt geïnterpreteerd werd als simonie, met andere woorden, dat hij betaald had om de functie te verwerven. Gregorius' opvolger, Clemens II stierf, al dan niet op natuurlijke wijze, in 1047, waarop Benedictus IX weer paus werd.
- Het meest genoemde voorbeeld is dat van Celestinus V in 1294, die na vijf maanden aftrad. Hij gaf een decreet uit waarin gesteld werd dat het mogelijk was voor pausen om af te treden, waarop hij dit zelf onmiddellijk ook deed. Vervolgens leefde hij twee jaar als kluizenaar en werd na zijn dood gecanoniseerd. Zijn decreet heeft alle twijfel die in het kerkelijk recht bestond over de mogelijkheid van een pauselijk aftreden weggenomen.
- Gregorius XII trad in 1415 af opdat er een einde zou kunnen komen aan het Westers Schisma, dat geculmineerd was in een situatie waarin er wel drie pretendenten waren voor de pauselijke troon, namelijk de Romeinse paus Gregorius XII, de Avignonse tegenpaus Benedictus XIII en de Pisaanse tegenpaus Johannes XXIII. Alvorens af te treden riep hij het Concilie van Konstanz bijeen, en gaf dat de opdracht één opvolger te kiezen.
- Benedictus XVI is op 28 februari 2013 om 20.00 uur afgetreden. Hij voerde gezondheidsredenen en ouderdom aan als redenen voor zijn besluit. Na zijn aftreden droeg hij de titel van Bisschop Emeritus van Rome.[2]

## Voorwaardelijke maar niet effectieve pauselijkeabdicaties
- Voordat paus Pius VII naar Parijs vertrok om in 1804 Napoleon tot keizer te kronen, tekende hij een ontslagdocument dat in werking trad indien hij in Frankrijk gevangengenomen zou worden.
- Tijdens de Tweede Wereldoorlog stelde paus Pius XII een document op waarin hij feitelijk ontslag nam indien hij werd ontvoerd door de nazi's. Ook werd gesteld dat het College van Kardinalen in dat geval naar het neutrale Portugal moest verhuizen om daar een nieuwe paus te kiezen.[3]
- Paus Johannes Paulus II stelde een ontslagbrief op voor het geval dat hij door een ongeneeslijke ziekte getroffen zou worden of indien er zich een gebeurtenis zou voordoen waardoor hij niet meer in staat zou zijn aan zijn verplichtingen als paus tegemoet te komen.[4]